# A3 (ゲーム)
『A3』（えーすりー）は、韓国で開発されたMMORPG。
日本ではガンホー・オンライン・エンターテイメントがサービスを運営。2004年10月15日から正式商用サービスが始まったが、2007年7月31日の発表にて2007年11月1日午前10時をもってサービス終了が告知された。
A3は、Art（芸術性）・Alive（躍動感）・ Attract（魅了するストーリー）の頭文字をとったもの。

## A3の特徴
『A3』は同種のMMORPGと同様にDirectXを用いた3D描画のゲームである。ただし同様に3Dを用いている『ファイナルファンタジーXI』や『リネージュII』に比べると要求スペックは低めである。
キャラクターの育成もよく見受けられる経験値の取得によるレベルアップ制。
単独プレイでも十分にプレイヤーキャラクター（PC）を育てることができるが、アップデート内容を見る限りはパーティープレイを推奨しているようである。
プレイヤーキャラクターは作成時に2つの国家のうちのどちらかを選択しそれに所属する。定期的ではないが大規模戦闘の際には選択した国家に基づいて二手に分かれて特定エリアで争うシステムがある。
また、大規模ではないが集団戦として定期的に国家内の税収の取得権を争う「騎士団トーナメント」がある。
なお、

### 年齢制限の変遷
当初の『A3』は最大の特徴として18歳以上に限定したサービス提供を謳ったが、2005年9月20日より18歳以上限定サービスが取り外され、全年齢対応のレーティングに変更された（年齢制限の理由は駆け引きや騙しあい、エゴなどの人間心理の複雑さをゲーム上で描写するためと説明されていた）。
実際、リミテッドサービス（βサービス）の参加者募集は3度行われたが、初回の募集ではクレジットカード (日本)による認証など、18歳以上であることを徹底して確認していた。しかし参加者が集まらなかったためか、2度目はネットカフェで参加用チケットを配布（年齢を店頭確認）へと変更、3度目に至っては18歳以上かどうかの確認画面を表示するだけに変更され、初回応募者へ不公平感を与えることとなってしまった。
結果的に、この募集方法はプレイヤーの大量獲得に失敗する結果となった。
国内で運営される同種MMOの『リネージュ』『ラグナロクオンライン』（『A3』と同じくガンホー・オンライン・エンターテイメントが運営）などとは比べものにならないほどプレイヤー数が少ない。
ただし、人数の少なさは必ずしも悪い評価だけではなく、ゲームマップの広さに比較すれば参加人数は適正程度であるとの評価もある。
しばらくの間は新規プレイヤー獲得に向けた特別なイベント等は何も行われていなかった。その後いくつかの「新規プレイヤー向けアップデート」を経て、最終的には2005年9月20日、「世界が成熟した」事を理由に年齢制限が解除された。

### 詳細な世界観とストーリー
『A3』はオリジナルストーリーに基づいた、詳細な世界観が設定されている。

また、オリジナルストーリーに出てくるキャラクターは「キャスティングキャラクター」として、時としてゲーム内に現れることもある。

プレイヤーは、日本の公式サイトで紹介されているストーリーの後の世界でプレイをする。

### ストーリー概要
- 精霊と人間が共生していた「ヘルマーシュ」という大陸に突如現れた「神族」。
「ラベルゥ」が率いる神族は圧倒的な強さで他の種を支配し、他の種との交流を禁止する法律を定める。
この法律のため、人間と精霊の混血である「ルバル」は故郷を滅ぼされてしまう。
このことがきっかけで、ルバルは立ち上がり、やがて「クァン」「レディアン」「ビルメイド」という仲間を得て英雄となり、革命軍を編成、神族と対峙をすることになる。
しかし、神族と革命軍が激しく争う最中、突如としてルバルと仲間は消えてしまう。
英雄が消えたことにより、革命軍は四散してしまい敗退、神族は罰として、ヘルマーシュでも気候の激しい「エゴニル」地方へと人間を封印してしまう。

### プレイヤーが操作するキャラクターの位置づけ
- 革命軍が敗退して200年後、細々とエゴニルで暮らしていた人間のもとに、海から新しく人間が漂着するようになった。
漂着した人間は自らを「ノルマン人」と名乗り、新しい生活を切り開き始める。
この「ノルマン人」こそが、プレイヤーの操作するキャラクターである。

### グラフィック
DirectXによる3Dグラフィック。「かわいらしさ」はなく、デフォルメという言葉からは程遠い。モンスターも同様。戦闘シーンにおいても、殴れば血が飛び散るなど少し生々しい。

### サーバー
日本では「REDYAN（レディアン）」、「KWAON（クァン）」の2つのサーバが稼働している。どちらも同じ仕様のサーバである。

## ゲームシステム

### 主なプレイスタイル
キャラクターの成長は、レベル方式である。

他のMMORPGと同様に、最終目標というものはない。

ボス級を含むモンスターとの戦闘、いくつかの種類があるプレイヤー間戦闘、クエストの請負、装備の充実、レース・ロトによる賭博などが用意されており、これにコミュニケーションを加えれば大体プレイヤーが行える行動の全てといえる。

### クラス
クラスは4種類あり、クラスによってあらかじめ性別が定められている。

同じクラスであっても、レベルアップに伴い、装備を選択していくことにより差別化が図られている。

ただし、個性的というにはほど遠い。

- 戦士（男） - 接近戦で最も威力を発揮するクラス。
- 聖騎士（男） - 味方の援護魔法、敵の弱体化魔法に特化したクラス。
- 魔法師（女） - 強力な攻撃魔法を扱える。
- 弓師（女） - 魔法を使わずに遠距離攻撃できる唯一のクラス。

### 装備と装備の強化
武器や防具などの装備には、「ランク」と「レベル」が設定されている。

また、攻撃力・防御力以外にも、「オプション」と呼ばれる数値を付与することで様々な強化ができる。

- ランク
武器や防具は1～10までのランクが設定されていて、「1次」「2次」・・・と呼ばれている。
それぞれ、装備するために必要とするパラメータが設定（これを着用制限と呼んでいる）されているが、6次までの武器防具には、初期パラメータで装備できる値が設定されているため、実質的にランクによる制限はない。
7次は、キャラクターレベルで40程度、8次はキャラクターレベルで80程度、9次はキャラクターレベルで130程度のパラメータを必要とする。（詳細にはクラス、または装備部位によって違っている。）
パラメータは戦士や聖騎士、弓師には「力」、魔法師には「魔力」、そして各クラス共通の「敏捷」「体力」「マナ」の4種類で、レベルアップのたびにボーナスポイント（6ポイント）を得て、これらのパラメータに自由に割り振る。
ただし4種類しかないため、それほど個性は発揮できない。
配分具合によっては、レベル40になっても7次装備ができない場合ももちろんあり得る。
また、各クラス2～3種類の武器防具があり、必要パラメータが異なる。この差異はランクが上になるほど顕著で、徐々に装備できる武器防具が固定されていく仕組みになっている。
  - 戦士の武器・防具
    - 剣装備 - 戦士の中では最も敏捷を必要とする。故に防御力が高め。攻撃力は戦士としては最も弱い。
    - 斧装備 - 最も攻撃力が高くなる。逆に防御は低め。
    - 槍装備 - 剣や斧の中間。ただし高いランクの槍武器は2セルの攻撃距離がある。

  - 聖騎士の武器・防具
    - 剣装備 - 全クラス中で最も防御力を高めることができる装備。
    - メイス装備 - 戦士に匹敵する攻撃力を求めることができる。

  - 魔法師の武器・防具
    - 一般装備 - 魔法の攻撃力は低め、ただし防御力が多少高めになる。
    - 属性装備 - 直接攻撃・魔法含め、全クラス中最大ダメージを与えることができる。ただし防御が低い。

  - 弓師の武器・防具
    - アーチャー装備 - 攻撃力が多少低めだが、攻撃スピードが早い。
    - ボウガン装備 - 攻撃力が高め、アーチャー装備に比べれば攻撃スピードは遅い。
- レベル
レベルは、各武器防具の強化を表す数字で1～10まである。
レベル5までは、手に入れやすい値段で店販売されているアイテムで失敗することなく強化することができる。
レベル6からは、高値で売られている店売り品かまたはモンスターのドロップで手に入るアイテムを用いる。
レベル6以降は武器防具のランクによって決まっている成功確率で、成功・失敗が判定される。
失敗をすると、レベル1に戻る。
成功確率は、武器防具に「祝福」のオプションがついていると多少高くなる。
レベル8以降は、見た目にも薄い膜（オーラ）のような変化が見られる。
- オプション
単純な攻撃力・防御力以外にも、武器防具には次のようなオプション数値をつけることができる。
つけるためには、店売りのアイテム、モンスタードロップを用いる。
モンスターからドロップした武器・防具には、あらかじめついている場合がある。（判定はランダム）
最大値は、武器防具の種類とランクによって決まっている。
また、防具の部位によってどのオプション数値がつくかはあらかじめ決まっている。
次のオプションは武器に付与できる。
  - 追加攻撃 - 武器の素の攻撃に、追加ボーナスがつく。

次のオプションは防具に付与できる。
  - 追加防御 - 防具の素の防御に、追加ボーナスがつく。

次のオプションは腰に装備する防具（ウェスト、ガーター、スカート）に付与できる。
  - 命中率 - 攻撃成功確率にボーナスがつく。
  - 回避率 - 直接攻撃の回避率にボーナスがつく。
  - スキル回避率 - スキルによる攻撃の回避率にボーナスがつく。

次のオプションはブーツに付与できる。
  - クリティカルヒット成功率 - クリティカルヒット発生確率にボーナスがつく。
  - クリティカルヒット回避率 - クリティカルヒット回避確率にボーナスがつく。
  - ウンズ獲得追加 - モンスターから得られるウンズ（このゲーム世界の通貨単位）に追加ボーナスがつく。

次のオプションはグローブに付与できる。
  - 基本攻撃ダメージ - 直接攻撃のダメージに追加ボーナスがつく。
  - スキル攻撃ダメージ - スキル攻撃のダメージに追加ボーナスがつく。
  - スキル持続 - 効果に時間が設定されているスキルについて、時間の追加ボーナスがつく。

次のオプションはヘルムに付与できる。
  - HP/MP消費減少 - スキルを使うことによるHP（ヒットポイント）やMP（マナポイント）の消費が減少する。
  - HP吸収 - モンスターを倒した時に、モンスターからHPを吸収できる。
  - MP吸収 - モンスターを倒した時に、モンスターからMPを吸収できる。

### コミュニティー
ゲーム内の派閥システムは、キャラクター作成時に決定する「国家」、及びレベル40以上のキャラクターが任意に参加する「騎士団」の2つがある。
- 国家
キャラクター作成時に、2つの国家から選択する。
  - クァナト - 海洋国家
実質的には、クァナトの方が所属キャラクター数が多い。
理由は、街の形状が関係すると考えられる。
中央に広場、四隅にNPCの商店という明快な地形は人が集まる場所を作りやすい。
  - テモズ - 山岳国家
大きな滝があり、景観がよい街。
ただし起伏が激しく、またNPCの商店が散在しており、広場と言える場所も中央に銅像があるため人が集まりにくい。

国家は通常、キャラクターのベースキャンプになるのみで、特に他に影響するものではない。
また、選択していない国家への出入りも自由である。
しかし、不定期に開催される国家戦争（このゲームでは最大規模の集団戦闘）では所属国家はチーム分けに使われる。
国家の変更は、条件を満たせば可能である。
- 騎士団
騎士団は、他のゲームでの「ギルド」「クラン」「クラブ」等に相当する。
  - 騎士団の概要
所属できる人数は13人までで、騎士団の作成者は「騎士団長」と呼ばれる。
他のメンバーは入った順番に「第一騎士」「第二騎士」・・・と呼ばれる。
  - 資格等
騎士団の作成資格はキャラクターがレベル70以上であり、また、特定のクエストをクリアして得られるアイテムとウンズ（ゲーム内通貨）、およびロア（多々あるクエストをクリアすることにより増えていく数値）が必要である。
騎士団への参加資格は、キャラクターレベルが40以上であり、また騎士団長と同じ国家に所属していなくてはならない。
  - 騎士団に所属すると得られる特典
    - キャラクター名に騎士団名が添えて表示されるようになる。
    - 騎士団が旗（任意の騎士団章の画像）を設定している場合、これも表示される。